# Beagle 2
Beagle 2 – brytyjski lądownik, który w roku 2003 wylądował na powierzchni Marsa. Jego misja zakończyła się niepowodzeniem. Lądowanie pojazdu na Marsie było częścią misji Mars Express, prowadzonej przez Europejską Agencję Kosmiczną, która poza tą porażką okazała się udana.

## Nazwa
Nazwa Beagle 2 nawiązuje do statku HMS Beagle na którym Charles Darwin odbył podróż dookoła świata, w tym na wyspy Galapagos. Odkrycia dokonane w czasie tej wyprawy pozwoliły badaczowi stworzyć podstawy ewolucji. Jego następca miał szukać na Marsie śladów życia.

## Przebieg misji
19 grudnia 2003 roku lądownik odłączył się od sondy orbitującej wokół Marsa. Beagle 2 miał osiąść na powierzchni planety 25 grudnia 2003 roku, na równinie Isidis Planitia, jednak po oddzieleniu od statku-matki Mars Express Orbiter łączność z nim została utracona. Potwierdzenie lądowania nie dotarło na Ziemię ani w dniu lądowania, ani w ciągu kolejnych dni. 6 lutego 2004 Beagle 2 został oficjalnie uznany za utracony.

## Odnalezienie

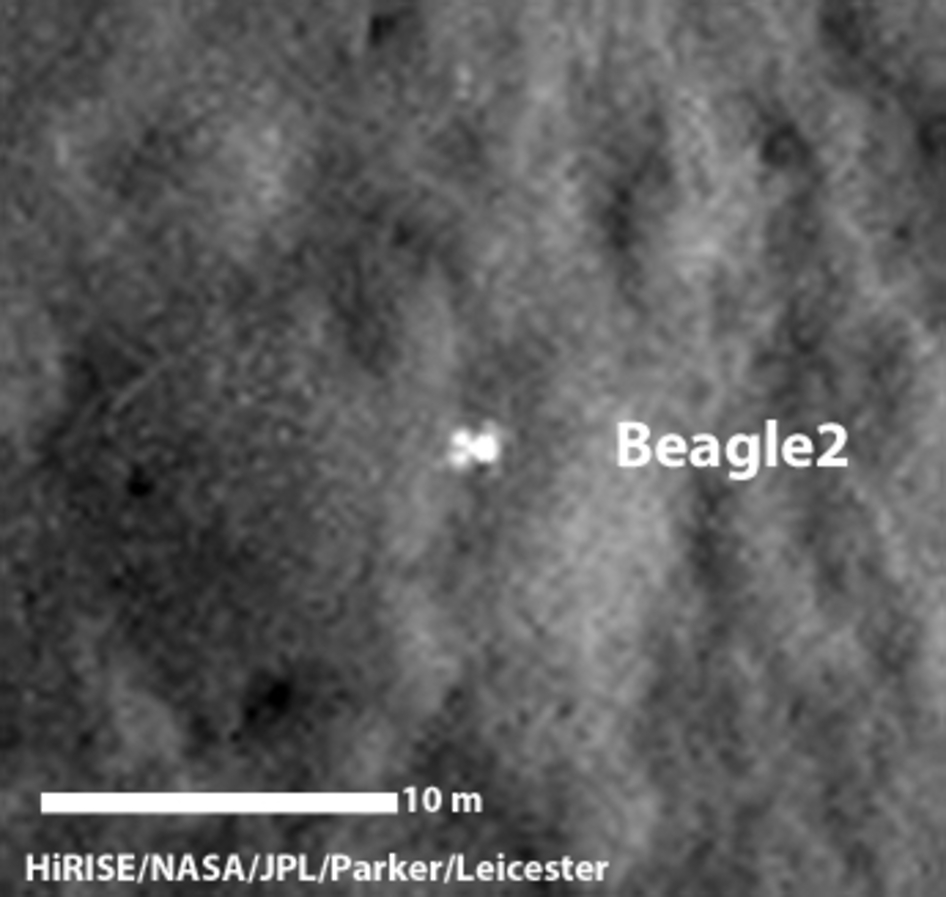
Zdjęcie lądownika z sondy MRO

Dnia 16 stycznia 2015 ESA ogłosiła, że lądownik został odnaleziony na zdjęciach wysokiej rozdzielczości wykonanych przez sondę Mars Reconnaissance Orbiter. Lądownik stoi w odległości 6 km od zaplanowanego miejsca lądowania, na równinie Isidis Planita, w częściowo otwartej konfiguracji, w pobliżu zaobserwowano też spadochron i osłonę. Na podstawie zdjęć stwierdzono, że lądownik miękko wylądował na Marsie, a najprawdopodobniejszą przyczyną klęski misji było niepełne otwarcie paneli słonecznych. Antena służąca do komunikacji z orbiterem jest ulokowana pod panelami i może funkcjonować tylko przy ich pełnym otwarciu. Analiza zdjęć wykazała, że otworzyły się trzy z czterech paneli słonecznych. W takiej sytuacji ogniwa słoneczne lądownika mogły produkować wystarczająco dużo energii, aby zasilić instrumenty naukowe. W zależności od pokrycia pyłem lądownik mógł zbierać dane nawet przez kilka miesięcy, ale nie był w stanie przesłać ich do orbiterów, które miały przekazać je na Ziemię.